# Barcel
Barcel, S. A. de C. V., es una compañía mexicana dedicada a la producción y venta de botanas y papas fritas de diseños y sabores variados, creada originalmente a principios de la década de los años 50. Esta empresa comenzó operaciones el 9 de febrero del año 1978, cuando Grupo Bimbo adquiere una fábrica de botanas en la ciudad de Querétaro, Querétaro. A partir de ese entonces, surge la marca Barcel.
Es una filial del Grupo Bimbo. Su principal competidora en México es Sabritas, la versión mexicana de la estadounidense Frito-Lay.

## Productos
- Chip's, Papas fritas cortadas al estilo casero en rodajas. Sus sabores incluyen Adobadas, Jalapeño, A la diabla, Fuego, Habanero y el clásico Sal del mar.

En ediciones especiales han salido presentaciones como Limón - Pimienta, Limón - Chipotle, 3 Quesos, Crema y Especias, Queso Jalapeño, Salsa Inglesa picante y Salsa Valentina.
- Takis, son una botana de maíz de tortilla en forma de taco, en las siguientes presentaciones:
  - Original, es una botana ligeramente picante (empaque verde).
  - Huakamoles, una botana ligeramente picante bañada con un estilo de salsa Guacamole (empaque blanco). Actualmente, esta presentación sólo se puede encontrar en pocas tiendas en ciertas ciudades del país.
  - Fuego, la presentación más picante de todas (y la más popular) con chile y limón (empaque morado).
  - Salsa Brava, una botana un poco más picante que la versión original (empaque amarillo).
  - Blue Heat, una botana es azul y más picante de sabor similar a los Takis Fuego Azul (empaque morado y azul).
  - Chile Limón, es un botana con chile y limón son los menos picantes y más a limón qué los Takis Fuego (empaque morado y amarillo).

Las siguientes versiones fueron descontinuadas:

- Nitro, una presentación del snack con sabor a Chile habanero, duró poco tiempo en el mercado (empaque rojo metalizado).
- Pastor, una presentación de la botana con sabor carne al pastor (empaque rojo).
- Black, una presentación del snack hecha con masa azul, ha sido la presentación menos duradera en el mercado (empaque negro).
- Volcano, una presentación sabor a queso con chile (empaque naranja).
- Temptation, una reciente presentación con sabor queso y habanero (empaque naranja).
- Fuego Azul, una presentación de sabor similar a los Takis Fuego, sólo en color azul (empaque azul).
- Zombie, una presentación de la botana con sabor a pepino (empaque verde metalizado). Aunque esta presentación volvió en el año 2018, pero solo por poco tiempo.

Las siguientes versiones sólo fueron ediciones limitadas:

- Cobra, una presentación ligeramente picante con sabor a salsa inglesa (empaque rojo). Aunque esta presentación volvió en el año 2024, pero solo por tiempo limitado.
- Limbo, una presentación con sabor a taco (empaque de medianoche con estrellas).
- Limón Extremo, una presentación con sabor a limón (empaque verde claro).
- Party, una presentación ligeramente picante con un toque de sabor un poco dulce (empaque rosa metálico).
- Rock, una presentación con sabor a queso picante (empaque naranja metálico).

- Papas Barcel, papas fritas de corte delgado en seis sabores, Sal del mesa, Adobo mexicano, Limón verde, BBQ, Fuego y Toreadas Habanero (relanzada en julio de 2023 anteriormente llamado como "Papas Toreadas").

- Chip's Papatinas, anteriormente llamadas "Patatinas" y "Papa-tinas", unas papas fritas cortadas a la francesa en tres sabores, Chilix, Fuego y Blue Heat.

- Popcornopólis, anteriormente llamadas "Palomitas Pop", unas palomitas de maíz escarchadas con cuatro sabores son caramelo, queso cheddar, Chilix Sandía y Blue Heat.

- Big Mix, una botana surtida de tres sabores Queso, Fuego y Inglesa-Limón.

Las siguientes versiones fueron descontinuadas:

- Clásico, una botana surtida original en cuatro botanas, Tostachos (hoy Takis Hexas), Fritos Ricos (será reemplazado por Takis en 2018), Valen-tones y Arelos. Descontinuado los finales de diciembre de 2022 siendo reemplazado por un nuevo sabor y imagen de Inglesa-Limón. (empaque rojo).
- Jalapeño es un botana surtida de sabor jalapeño en cuatro botanas, Monster Runners, Takis, Valen-tones y Arelos. Está descontinuado los finales de diciembre de 2021. (empaque verde).
- Party, una mezcla de fritura de maíz, cacahuate frito enchilado y pepita de calabaza. (empaque rosa).

- Runners, un snack de maíz en forma de automóvil con cuatro sabores chile y limón, limón y sal, Fuego y Blue Heat.

- Jetters, un snack picante en forma de avión, fue descontinuado poco después de haber salido al mercado.

- Quezas, un snack en forma de quesadilla mexicana con sabor a queso y chile, fue descontinuado a principios de 2010. Durante su comercialización sufrió un cambio tanto de presentación comestible como de sabor.

- Hot Nuts, cacahuates cubiertos de una capa de chile picante espeso de dos sabores Original y Fuego.

- Kiyakis, cacahuates estilo japonés.

- Wapas, anteriormente llamadas "Ondas", unas papas fritas cortadas onduladamente sabor a queso con chile fue descontinuado a principios de 2014 y regreso en 2019 ahora tiene cuatro sabores Queso, Elote y limón, Salsa Negra y Fuego.

- Chip-otles, un snack de maíz con forma y sabor a chipotle.

- Churritos, un snack de maíz con forma de palito y sabor a chile y limón, fue descontinuado en los inicios de 2019

- Tostachos, un snack en forma hexagonal, ahora en 2025 era forma redondo con sabor a queso jalapeño y Salsa verde.

- Golden Nuts, unos cacahuates que incluyen varios sabores y estilos como Salados, Enchilados, Japonés y Pepitas saladas, Mix botanero enchilado, Fuego y Sazón maestro.

- Konox, un snack en forma de tibo que a un lado forma un trapecio, fue descontinuado.

## Distribución
La compañía ha estado constantemente creciendo por la demanda de sus productos, los cuales son distribuidos a través de México, Latinoamérica, Estados Unidos, Colombia, Canadá, Corea del Sur, Panamá, Chile, España y Portugal.